# Икона Богородицы Кардиотисса
Кардио́тисса (греч. Κεράς Καρδιώτισσας, «Богородица Сердечная») — икона Богородицы, хранящаяся в монастыре Кера Кардиотисса на острове Крит. Время создания неизвестно, упоминается с начала XVIII века.

## История
История иконы Богородицы Кардиотисса, связана с монастырем Кера Кардиотисса, на о. Крит, Греция.
Первоначально в монастыре хранилась другая чудотворная икона Девы Марии — Богоматерь Неустанной Помощи, которая была вывезена с острова.
В период оккупации Крита турецкими войсками, в 1735 г., тут появляется новая чудотворная икона Девы Марии, которая получает название «Кардиодисса», так как на ней Дева Мария держит младенца Христа у своего сердца. По преданию, ее нашел пастух в горах, который увидел сияние в лесу, придя на источник света, он обнаружил икону Девы Марии.
Иконография Богородицы отличается от первоначального варианта и относится к типу — Панахранта. Икона выполнена на медном листе неизвестным автором. На ней, рядом с Богородицей и Христом изображены пророки: на уровне плеч — Давид и Соломон, а у Ее подножия — пророки Исаия и Аввакум.
На протяжении всей истории монастыря, обе чудотворные иконы неоднократно похищались, и возвращались обратно, в том числе и чудодейственным способом, переносясь по воздуху, либо их обнаруживали недалеко от монастыря, так как похитители по какой-то причине не могли унести святыню. По преданию, вывезенную в Константинополь икону приковывали цепями к колонне, но она чудесно вернулась в монастырь вместе с цепями и частью колонны. Колонна сохранилась во дворе монастыря, а цепи хранятся внутри. По традиции, люди обвязываются этими цепями и, по усердной молитве, получают исцеление, а бесплодным супругам даруются дети.
Первый вариант образа — Богоматерь Неустанной Помощи, был похищен и вывезен в Италию в 1498 г. торговцем вина с Крита, а икона Богородицы «Сердечная» по сей день хранится в обители Кера Кардиотисса на о. Крит.
Икона находится в центральном храме монастыря Рождества Богородицы, почитается как чудотворная и прославлена множеством чудес, в том числе исцелением от бесплодия.
Перед иконой Пресвятой Богородицы Кардиотисса молятся о исцелении болезней сердца, давлении и бесплодии.
День иконы Богородицы Сердечной празднуют в неделю Всех Святых.
Существует также другая иконография Богородицы Кардиотисса, которая относится к типу Умиление.